# フェニックス (駆逐艦)
フェニックス (HMS Phoenix) はイギリス海軍の駆逐艦。アケロン級。

## 艦歴
1911年10月9日進水。
第一次世界大戦勃発時、フェニックスは北海で活動する第1駆逐群に所属しており、グランド・フリートに配属された。
1915年1月24日、フェニックスはドッガー・バンク海戦に参加した。
1917年4月25日、フェニックスが護衛していたオーストラリアの兵員輸送船バララット (Ballarat) がドイツの潜水艦に攻撃され、翌朝沈んだ。バララットには1752人が乗っていたが、死者は一人も出なかった。その後フェニックスは地中海の第5駆逐群に転属となった。
1917年5月14日、アドリア海でフェニックスはオーストリア＝ハンガリー帝国海軍の潜水艦U-27によって撃沈された。